# Dietmar Hinz
Dietmar Hinz (ur. 14 marca 1953 w Loitz) – wschodnioniemiecki zapaśnik walczący w stylu klasycznym. Olimpijczyk z Montrealu 1976, gdzie zajął piąte miejsce w kategorii 48 kg.
Piąty na mistrzostwach świata w 1978. Brązowy medalista mistrzostw Europy w 1978 roku.
Mistrz NRD w latach 1973–1977, 1979 i 1984; drugi w 1978 roku.